# Bart Cummings
James Bartholomew Cummings (Adelaida, Australia, 14 de noviembre de 1927-Sídney, 30 de agosto de 2015), también conocido por sus iniciales J. B. Cummings, fue uno de los más exitosos entrenadores de caballos de carreras de Australia. Ganó la Melbourne Cup doce veces, logrando así un récord, obteniendo el apodo "Cups King", en español: "Rey de Copas"
Cummings nació en Adelaida, Australia Meridional. Estuvo casado con Valmae desde 1954. Su hijo Anthony y nieto James también son entrenadores. 
Cummings recibió su licencia de entrenador en 1953, y estableció establos en Glenelg en Australia del Sur. Su primera victoria significativa vino en 1958, cuando ganó el South Australian Derby, el mismo año en que compró su primer añojo.

## Honores
Se convirtió en miembro de la Orden de Australia en 1982 por su servicio a la industria de las carreras.
En mayo de 2008 Racing NSW anunció un nuevo premio de carreras de caballos que se conocerá como La Medalla de Bart Cummings, que será otorgada a destacadas actuaciones consistentes entre jinetes y entrenadores en Nueva Gales del Sur.

## Fallecimiento
Cummings falleció el 30 de agosto de 2015, en Sídney, Nueva Gales del Sur. Tenía 87 años.